# Hieracium tanfiliewii
Hieracium tanfiliewii là một loài thực vật có hoa trong họ Cúc. Loài này được Zahn ex Schljakov mô tả khoa học đầu tiên năm 1987.